# Soulages-Bonneval
Soulages-Bonneval település Franciaországban, Aveyron megyében. Lakosainak száma 302 fő (2022. január 1.). Soulages-Bonneval Cassuéjouls, Huparlac, Laguiole, Montpeyroux és Saint-Amans-des-Cots községekkel határos.

## Népesség
A település népessége az elmúlt években az alábbi módon változott:
| Lakosok száma | 230  | 255  | 259  | 278  | 287  | 295  | 293  | 291  | 298  | 302  |
|               | 1968 | 1982 | 1990 | 2006 | 2013 | 2015 | 2017 | 2019 | 2020 | 2022 |